# بخش موهیکان (شهرستان اشلند، اوهایو)
بخش موهیکان (به انگلیسی: Mohican Township) یک منطقهٔ مسکونی در ایالات متحده آمریکا است که در شهرستان اشلند، اوهایو واقع شده‌است.
 بخش موهیکان ۷۷٫۹ کیلومتر مربع مساحت و ۲٬۰۳۳ نفر جمعیت دارد و ۳۳۴ متر بالاتر از سطح دریا واقع شده‌است.